# Surab Dschidschischwili
Surab Dschidschischwili (georgisch ზურაბ ჯიჯიშვილი englisch Zurab Dzhidzhishvili; russisch Зураб Дзидзишвили; * 23. September 1973 in Bakuriani, Georgische SSR) ist ein ehemaliger georgischer Skirennläufer.

## Karriere
Dschidschischwili gab sein internationales Renndebüt bei den Olympischen Winterspielen 1994 in Lillehammer. In der Abfahrt belegte er den 47. Platz.
Zwei Jahre später nahm er erstmals an einer Alpinen Skiweltmeisterschaft teil. Bei den Wettkämpfen in der Sierra Nevada belegte er als bestes Ergebnis Rang 32 im Riesenslalom.
Am 29. Dezember 1996 gab Dschidschischwili bei der Abfahrt auf der Pista Stelvio sein Weltcupdebüt, jedoch verpasste er als 45. und letzter die Weltcuppunkteränge deutlich. Erfolgreicher verlief hingegen seine zweite Weltmeisterschaftsteilnahme im gleichen Winter. In Sestriere belegte er in der Kombination den 22. Platz.
Sein bestes Ergebnis bei einem internationalen Großereignis erzielte er 1998 bei den Olympischen Winterspielen in Nagano. Er belegte in der Kombination den 14. Platz. Dies ist bis heute das beste Ergebnis eines georgischen Skirennläufers bei einem internationalen Großereignis.
Nach den Spielen von Nagano trat Dschidschischwili nicht mehr als Rennläufer in Erscheinung.

## Erfolge

### Olympische Winterspiele
- Lillehammer 1994: 47. Abfahrt
- Nagano 1998: 14. Kombination, DNF Super-G

### Weltmeisterschaften
- Sierra Nevada 1996: 32. Riesenslalom, 62. Abfahrt, 62. Super-G, DSQ Slalom
- Sestriere 1997: 22. Kombination, 35. Riesenslalom, 41. Abfahrt, 54. Super-G, DNF Slalom

### Weitere Erfolge
- Ein Sieg bei einem FIS-Rennen